# ヴィンチェンツォ・モンテッラ
ヴィンチェンツォ・モンテッラ（Vincenzo Montella, 1974年6月18日 - ）は、イタリア・カンパニア州ポミリアーノ・ダルコ出身の元サッカー選手、現サッカー指導者。元イタリア代表。ポジションはフォワード。

## 選手経歴
1987年、エンポリFCのユースチームのトライアルを受けて、エンポリに入団、1990-91シーズンにトップチームにでデビューした。1995年、当時セリエBのジェノアCFCにエンポリとの共同保有という形で移籍した。このシーズン21得点を決めた。
1996-97シーズンにUCサンプドリアへ移籍。9月22日、リーグ3節のASローマ戦でセリエA初ゴールと2点目を決めた。ロベルト・マンチーニとツートップを組んで、セリエA初年度でありながら28試合で22得点を記録した。翌1997-98シーズン、マンチーニが抜けたが、12月21日、リーグ13節のSSCナポリ戦でのハットトリックを含め、リーグ戦33試合で20得点を挙げた。1998-99シーズンこそ怪我で多くの試合を欠場したが、3月21日、リーグ26節のインテル戦でハットトリックを決めるなど、22試合で12得点を決めた。サンプドリアでは通算116試合で66得点を記録した。
1999年にASローマへ移籍。1999-00シーズン、移籍初年度2度のハットトリックを決めるなどなど、リーグ戦で18ゴールを挙げた。ローマでの3シーズン目以降は怪我もあって控えに回ることも多かったが、高い決定力でスーパーサブとして活躍した。2000-01シーズン、5月6日、ユヴェントスFCと激しい優勝争いをしている中で迎えた、ユヴェントスとの直接対決では、1-2とリードを許す中、中田英寿のシュートのこぼれ球を押し込んで2-2とする同点ゴールを決め、勝ち点1を獲得、この勝ち点1が大きくものを言い、チームはリーグ優勝を決めた。このシーズンのリーグ戦で11ゴールを挙げ、ローマの18年ぶりのスクデット獲得に貢献。2001-02シーズン、3月10日、SSラツィオとのローマダービーでは4ゴールを決めた。2004-05シーズンは好調で得点王こそ逃したもののリーグ3位の21得点を挙げた。2006-07シーズン途中に半期のレンタルでプレミアリーグのフラムFCに移籍し、自身初の海外でのプレーを経験した後、レンタルでサンプドリアへ複帰。
2009年7月2日、ローマで現役を引退した。
イタリア代表としては、チェーザレ・マルディーニ監督時代にはチームでゴールを量産しながらも、1度も召集されず、ディノ・ゾフ監督就任後の1999年6月5日のウェールズ戦でようやく代表デビューを果たした。UEFA欧州選手権2000、2002年FIFAワールドカップに出場するも、厚いFW陣の中にあって、いずれも1試合に起用されたのみに終わり、活躍の機会は少なかった。

## 指導者経歴
引退後、ローマの下部組織の監督に就任した。

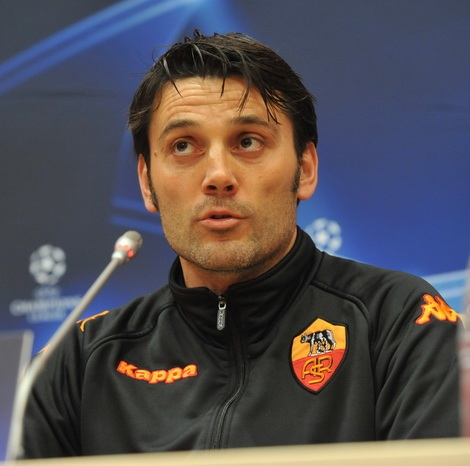
ASローマ暫定監督時代（2010年）

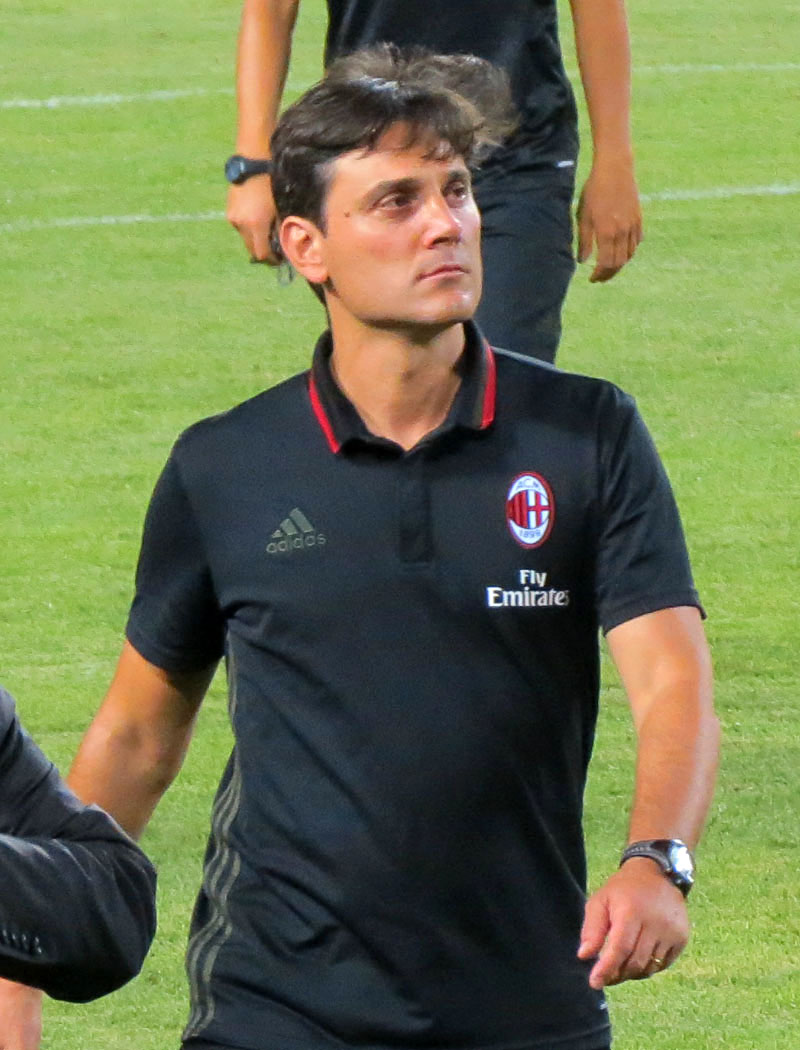
ACミラン監督時代（2016年）

2011年2月21日、トップチームのクラウディオ・ラニエリ監督が成績不振で解任され、その後任監督に就任した。就任時から順位を2つ上げて6位で2010-11シーズンを終え、シーズン終了後に契約満了で退任した。
2011年6月9日、カルチョ・カターニア監督に就任した。カターニアを11位で残留に導いた。
その実績が認められ、古巣ローマから監督就任の打診があったものの、2012年6月11日にACFフィオレンティーナ監督に就任。多くの新加入選手を迎えてのシーズンとなったが、中位に低迷していたクラブをスペイン流の攻撃的サッカーで躍進させ、3年連続で4位に導き、UEFAヨーロッパリーグ出場権を獲得した。その活躍から、アントニオ・コンテらとともにイタリアを担う次世代の名将候補として注目を浴びている。
2015年6月8日、フロントとの関係悪化によりフィオレンティーナの監督を解任された。
2016年6月29日、ACミランの新監督に就任し、同年イタリア・スーパーカップで優勝を果たし、UEFAヨーロッパリーグ出場権を獲得した。2017-18シーズンは、チームが大型補強を行ったものの、第14節終了時点で7位と低迷し、2017年11月27日に監督を解任された。
2017年12月28日、セビージャFCの監督に就任。
2018年4月28日、国王杯では決勝進出、チャンピオンズリーグではベスト8と結果を残したものの、リーガでの成績低迷を受けセビージャFCの監督を解任された。
2019年4月10日、ACFフィオレンティーナの監督に4年ぶりに復帰した。しかし、第17節終了時点で14位と低迷し、12月21日に解任された。
2021年9月1日、トルコのアダナ・デミルスポル監督に就任。2年契約を結んだ。
2023年9月21日、サッカー日本代表との国際試合に敗れて解任されたステファン・クンツの後任として、サッカートルコ代表監督に就任。3年契約を結んだ。

## 人物
得点を挙げることに対して貪欲であるだけでなくテクニックも高い。ローマで共にプレーした中田英寿が「ローマで一番テクニックのある選手」と評したこともある。元日本代表の大黒将志もプレースタイルを参考にしていると語っている。 得点を決めた後に両手を広げてピッチを駆け回る「飛行機」のパフォーマンスで知られ「アエロプラニーノ（小型飛行機）」の愛称を持つ。

## 個人成績
| 国内大会個人成績 | 国内大会個人成績 | 国内大会個人成績 | 国内大会個人成績 | 国内大会個人成績 | 国内大会個人成績 | 国内大会個人成績 | 国内大会個人成績 | 国内大会個人成績 | 国内大会個人成績 | 国内大会個人成績 | 国内大会個人成績 |
| 年度             | クラブ           | 背番号           | リーグ           | リーグ戦         | リーグ戦         | リーグ杯         | リーグ杯         | オープン杯       | オープン杯       | 期間通算         | 期間通算         |
| 年度             | クラブ           | 背番号           | リーグ           | 出場             | 得点             | 出場             | 得点             | 出場             | 得点             | 出場             | 得点             |
| イタリア         | イタリア         | イタリア         | イタリア         | リーグ戦         | リーグ戦         | イタリア杯       | イタリア杯       | オープン杯       | オープン杯       | 期間通算         | 期間通算         |
| ---------------- | ---------------- | ---------------- | ---------------- | ---------------- | ---------------- | ---------------- | ---------------- | ---------------- | ---------------- | ---------------- | ---------------- |
| 1990-91          | エンポリ         |                  | セリエC1         | 1                | 0                |                  |                  |                  |                  |                  |                  |
| 1991-92          | エンポリ         |                  | セリエC1         | 7                | 4                |                  |                  |                  |                  |                  |                  |
| 1992-93          | エンポリ         |                  | セリエC1         | 13               | 5                |                  |                  |                  |                  |                  |                  |
| 1993-94          | エンポリ         |                  | セリエC1         | 0                | 0                |                  |                  |                  |                  |                  |                  |
| 1994-95          | エンポリ         |                  | セリエB          | 30               | 17               |                  |                  |                  |                  |                  |                  |
| 1995-96          | ジェノア         |                  | セリエB          | 34               | 21               |                  |                  |                  |                  |                  |                  |
| 1996-97          | サンプドリア     | 9                | セリエA          | 28               | 22               |                  |                  |                  |                  |                  |                  |
| 1997-98          | サンプドリア     | 9                | セリエA          | 33               | 20               |                  |                  |                  |                  |                  |                  |
| 1998-99          | サンプドリア     | 9                | セリエA          | 22               | 12               |                  |                  |                  |                  |                  |                  |
| 1999-00          | ローマ           | 9                | セリエA          | 31               | 18               |                  |                  |                  |                  |                  |                  |
| 2000-01          | ローマ           | 9                | セリエA          | 28               | 13               |                  |                  |                  |                  |                  |                  |
| 2001-02          | ローマ           | 9                | セリエA          | 19               | 13               |                  |                  |                  |                  |                  |                  |
| 2002-03          | ローマ           | 9                | セリエA          | 29               | 9                |                  |                  |                  |                  |                  |                  |
| 2003-04          | ローマ           | 9                | セリエA          | 11               | 5                |                  |                  |                  |                  |                  |                  |
| 2004-05          | ローマ           | 9                | セリエA          | 37               | 21               |                  |                  |                  |                  |                  |                  |
| 2005-06          | ローマ           | 9                | セリエA          | 13               | 1                |                  |                  |                  |                  |                  |                  |
| 2006-07          | ローマ           | 9                | セリエA          | 12               | 3                |                  |                  |                  |                  |                  |                  |
| イングランド     | イングランド     | イングランド     | イングランド     | リーグ戦         | リーグ戦         | FLカップ         | FLカップ         | FAカップ         | FAカップ         | 期間通算         | 期間通算         |
| 2006-07          | フルハム         | 11               | プレミアリーグ   | 10               | 2                |                  |                  |                  |                  |                  |                  |
| イタリア         | イタリア         | イタリア         | イタリア         | リーグ戦         | リーグ戦         | イタリア杯       | イタリア杯       | オープン杯       | オープン杯       | 期間通算         | 期間通算         |
| 2007-08          | サンプドリア     | 9                | セリエA          | 13               | 4                |                  |                  |                  |                  |                  |                  |
| 2008-09          | ローマ           | 23               | セリエA          | 12               | 0                |                  |                  |                  |                  |                  |                  |
| 通算             | イタリア         | イタリア         | セリエA          | 373              | 188              |                  |                  |                  |                  |                  |                  |
| 通算             | イングランド     | イングランド     | プレミアリーグ   | 10               | 2                |                  |                  |                  |                  |                  |                  |
| 総通算           | 総通算           | 総通算           | 総通算           | 383              | 190              |                  |                  |                  |                  |                  |                  |

## 代表歴

### 出場大会
- イタリア代表
  - 2002 FIFAワールドカップ　（ベスト16)

### 試合数
- 国際Aマッチ 20試合 3得点（1999年-2005年）[16]

| イタリア代表 | 国際Aマッチ | 国際Aマッチ |
| 年           | 出場        | 得点        |
| ------------ | ----------- | ----------- |
| 1999         | 2           | 0           |
| 2000         | 5           | 0           |
| 2001         | 4           | 1           |
| 2002         | 7           | 2           |
| 2003         | 0           | 0           |
| 2004         | 1           | 0           |
| 2005         | 1           | 0           |
| 通算         | 20          | 3           |

## 監督成績
2019年12月20日現在
| クラブ             | 就任           | 退任           | 記録 | 記録 | 記録 | 記録 | 記録 | 記録 | 記録 | 記録   |
| クラブ             | 就任           | 退任           | 試   | 勝   | 分   | 敗   | 得   | 失   | 差   | 勝率   |
| ------------------ | -------------- | -------------- | ---- | ---- | ---- | ---- | ---- | ---- | ---- | ------ |
| ローマ (暫定)      | 2011年2月21日  | 2011年6月1日   | 16   | 7    | 4    | 5    | 22   | 21   | +1   | 043.75 |
| カターニア         | 2011年6月9日   | 2012年6月5日   | 40   | 12   | 15   | 13   | 51   | 56   | −5   | 030.00 |
| フィオレンティーナ | 2011年6月11日  | 2015年6月8日   | 153  | 81   | 32   | 40   | 258  | 167  | +91  | 052.94 |
| サンプドリア       | 2015年11月15日 | 2016年6月28日  | 27   | 6    | 6    | 15   | 29   | 46   | −17  | 022.22 |
| ミラン             | 2016年6月28日  | 2017年11月27日 | 64   | 32   | 14   | 18   | 103  | 71   | +32  | 050.00 |
| セビージャ         | 2017年12月28日 | 2018年4月28日  | 28   | 11   | 7    | 10   | 37   | 44   | −7   | 039.29 |
| フィオレンティーナ | 2019年4月10日  | 2019年12月21日 | 27   | 6    | 7    | 14   | 28   | 37   | −9   | 022.22 |
| 合計               | 合計           | 合計           | 355  | 155  | 85   | 115  | 528  | 442  | +86  | 043.66 |

## タイトル

### 選手
ASローマ
- セリエA : 2000-2001
- スーペルコッパ・イタリアーナ : 2001, 2007
- コッパ・イタリア : 2006-2007

### 監督
ACミラン
- スーペルコッパ・イタリアーナ : 2016